# Wjatscheslaw Andrejewitsch Tschebanenko
|   | a | b | c | d | e | f | g | h |   |
| 8 |   |   |   |   |   |   |   |   | 8 |
| 7 |   |   |   |   |   |   |   |   | 7 |
| 6 |   |   |   |   |   |   |   |   | 6 |
| 5 |   |   |   |   |   |   |   |   | 5 |
| 4 |   |   |   |   |   |   |   |   | 4 |
| 3 |   |   |   |   |   |   |   |   | 3 |
| 2 |   |   |   |   |   |   |   |   | 2 |
| 1 |   |   |   |   |   |   |   |   | 1 |
|   | a | b | c | d | e | f | g | h |   |

Tschebanenkos Entdeckung 11. … d6–d5
Wjatscheslaw Andrejewitsch Tschebanenko (* 19. Februar 1942 in Sysran; † August 1997, englisch Vyacheslav Chebanenko) war ein russischer Schachspieler, -trainer und Eröffnungstheoretiker.
Er spielte in seinem Leben nur wenige Turniere, seine beste Elo-Zahl betrug 2410. Bekannt wurde er vor allem durch seine Tätigkeit als Trainer in Moldawien, wo er hauptamtlich für den Schachklub von Chișinău tätig war. Zu seinen Schützlingen zählten die späteren Großmeister Viktor Gavrikov, Viktor Bologan, Viorel Iordăchescu, Dorian Rogozenco und Vladislav Nevednichy. Er publizierte nur wenig, sondern gab seine Eröffnungsideen in erster Linie an seine Schüler weiter.
Einer seiner wichtigsten Beiträge zur Eröffnungstheorie ist der Zug 4. … a7–a6 in der Slawischen Verteidigung, der vor allem durch Viktor Bologan populär gemacht wurde und heute einen festen Platz in der Großmeisterpraxis hat.
Ebenfalls von Tschebanenko stammt der freiwillige Abtausch 4. Lb5xc6 in der Sizilianischen Verteidigung nach den Zügen 1. e2–e4 c7–c5 2. Sg1–f3 Sb8–c6 3. Lf1–b5 g7–g6. Folgende Episode zeigt die Tiefe dieses Gedankens: 1986 schickte Tschebanenko seinen Schüler Michael Oratovsky zur Botwinnik-Schachschule nach Moskau, wo er für diesen freiwilligen Abtausch von Weltmeister Garri Kasparow scharf kritisiert wurde. Später erkannte Kasparow jedoch, dass seine damalige Beurteilung oberflächlich war, und nur sechs Jahre später spielte er diesen Zug selbst (in Dortmund gegen Waleri Salow).
Kasparow schreibt Tschebanenko außerdem die folgenden Entdeckungen zu:
- Die Renaissance der Italienischen Partie mit c2–c3 und d2–d3
- Die Zugfolge 1. e2–e4 d7–d6 2. d2–d4 Sg8–f6 3. Sb1–c3 c7–c6 mit der Idee, 4. Sg1–f3 mit Lc8–g4 nebst e7–e6 und d6–d5 zu beantworten
- Die Zugfolge 1. e2–e4 d7–d6 2. d2–d4 Sg8–f6 3. Sb1–c3 e7–e5, ohne den Abtausch auf e5 mit nachfolgendem Damentausch und Rochadeverlust zu fürchten
- Die Neuerung 11. … d6–d5 aus der ersten Partie des 1971 gespielten Kandidatenfinalmatches zwischen Bobby Fischer und Tigran Petrosjan, die Weiß zur Bauerngabel 12. e4xd5 einlädt (siehe Beispieldiagramm). Tschebanenko hatte zuvor seine Analysen zu dieser Variante dem Ausrichter des Kandidatenhalbfinales 1971 zwischen Petrosjan und Viktor Kortschnoj zugeschickt. Diese waren in einem verschlossenen Umschlug enthalten, der dem Sieger des Wettkampfes auszuhändigen war.[1]

Tschebanenko starb im August 1997 an einem Herzinfarkt.